# Isomorphisme (chimie)
Pour les articles homonymes, voir Isomorphisme et Isomorphisme institutionnel.
En chimie du solide et en minéralogie, l'isomorphisme ou isomorphotropie est la faculté  de composés différents de cristalliser avec des mailles de même symétrie et dont les paramètres sont proches, ce qui leur permet de former des cristaux mixtes.

## Historique
La loi de l'isomorphisme fut découverte par Eilhard Mitscherlich en 1819.
En 1818 Mitscherlich vient à Berlin et travaille dans le laboratoire de H.F. Link, pour lequel il réalise des analyses sur les phosphates et phosphites, arséniates et arsénites, entre autres, qui lui permettent de confirmer les vues de J.J. Berzelius. Il note aussi que ces composés cristallisent dans les mêmes formes.
En travaillant sur les carbonates et la calcite, il remarque que les angles des cristaux de calcite varient avec la température et ne se modifient pas de la même manière dans toutes les directions.
Enfin, ses investigations, en 1826, sur les deux formes cristallines du soufre le conduisent à constater, par analogie, que la calcite et l’aragonite ont la même formule chimique, pas la même forme cristalline, et donc qu’il s’agit de polymorphisme : c’est le nom qu’il donne à cette propriété de certains cristaux.
Il montre ensuite l’isomorphisme des sels de l’acide sélénique (les séléniates) avec les sulfates en 1827 et, quelques années plus tard, fait la même démonstration pour les manganates et les sulfates, de même pour les permanganates et les perchlorates.
Il publie en 1844 un article relatant le fait que les cristaux d'acide tartrique et d'acide racémique sont isomorphes (même forme) mais l'acide tartrique est optiquement actif alors que l'acide racémique ne l'est pas.

## Chimie du solide

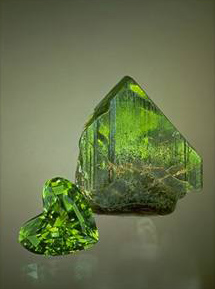
Forstérite.

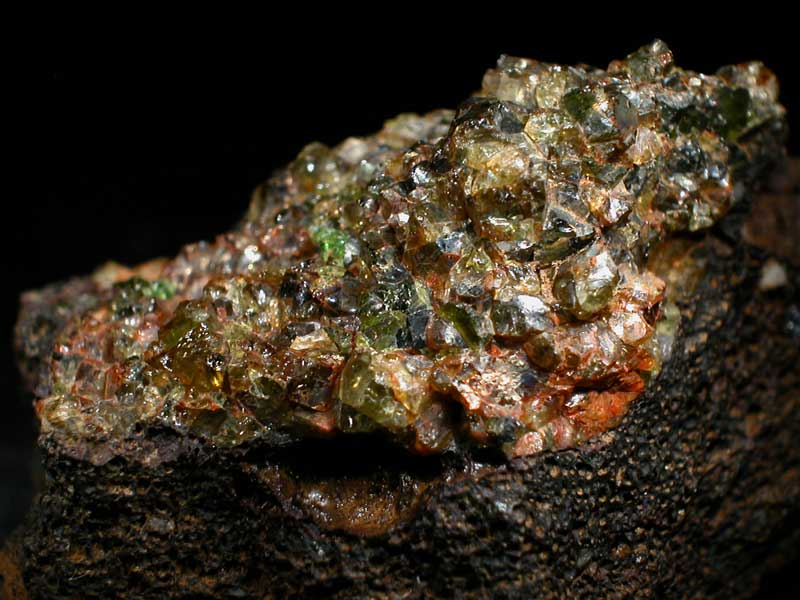
Fayalite.

L’isomorphisme est classé en quatre espèces :
- isomorphisme de première espèce : les deux composés ont une formule chimique très proche, le même nombre d'atomes et la même valence entre atomes correspondants. Exemple de l'olivine : Mg2SiO4 – Fe2SiO4, la célèbre série forstérite - fayalite. On parle de vicariance lorsque les ions se remplacent partiellement (miscibilité incomplète) ;
- isomorphisme de deuxième espèce : les ions ont un rayon ionique proche mais une valence qui diffère d'une unité. La neutralité électrique est obtenue par remplacements couplés. Exemple : albite NaAlSi3O8 – anorthite CaAl2Si2O8 ;
- isomorphisme de troisième espèce : la variation de la charge d'une position atomique à la suite du remplacement d'un ion par un autre est compensée par un deuxième remplacement mobilisant des ions de charge opposée (remplacement couplé cation – anion). Ce type d'isomorphisme est rare parmi les composés naturels. Exemple : sellaïte MgF2 – rutile TiO2 ;
- isomorphisme interstitiel : remplacement couplé ion - lacune. Exemple : tridymite SiO2 = XSiSiO4, - néphéline NaAlSiO4 (X = lacune).

Des composés qui possèdent le même type de structure cristalline mais ne donnent pas de cristaux mixtes sont dits isotypiques.
Les substitutions les plus fréquentes sont : 
- Si4+ par Al3+ en position tétraédrique, mais le rayon de Al3+ lui permet aussi d'occuper des sites octaédriques ;
- Si4+ peut être remplacé aussi par Fe3+, Ti4+ ;
- Mg2+, Fe2+ et Mn2+ peuvent se substituer ;
- Ca2+ et Na+ peuvent se substituer ;
- K+ peut se substituer à Na+ (surtout à haute température), Sr2+, Rb+.

## Minéralogie
La définition minéralogique est la même qu'en chimie du solide. Deux corps minéraux sont dits isomorphes s'ils possèdent une semblable structure cristalline avec des positions quasi-équivalentes, à savoir s'ils ont une même maille cristalline et des ions composants avec des tailles ioniques similaires ou dans un même rapport de taille. Ainsi la halite (sel gemme ou NaClsolide cristal), la sylvine KClsolide cristal, le périclase MgOsolide cristal et la galène PbSsolide cristal sont isomorphes. Des solutions solides, composés stables et intermédiaires entre ces différents corps minéraux, sont théoriquement possibles.
Dans le cas des minéraux, une substitution isomorphe peut concerner le remplacement d'un cation par un autre de charge différente. Cela modifie la taille et la charge électrique globale. En compensation, des cations compensateurs s'y fixent.
Par exemple, un tétraèdre composé de Si4+ au centre et de O2− sur les quatre sommets a une charge globale de -4 e et mesure 0,42 Å. Si l'on remplace Si4+ par Al3+, la charge globale est de -5 e et il mesure 0,51 Å (0,64 Å  avec du Fe3+). Cela a pour effet de modifier les propriétés du cristal final.